# Sigurd Sollid
Sigurd Sollid (auch Solid geschrieben; * 7. Mai 1913 in Flå; † 13. April 1988 in Lillehammer) war ein norwegischer Skispringer.
Bei der Nordischen Skiweltmeisterschaft 1937 in Chamonix am 18. Februar 1937 gewann Sollid hinter seinen Landsleuten Birger Ruud und Reidar Andersen die Bronzemedaille.